# Big Hero 6

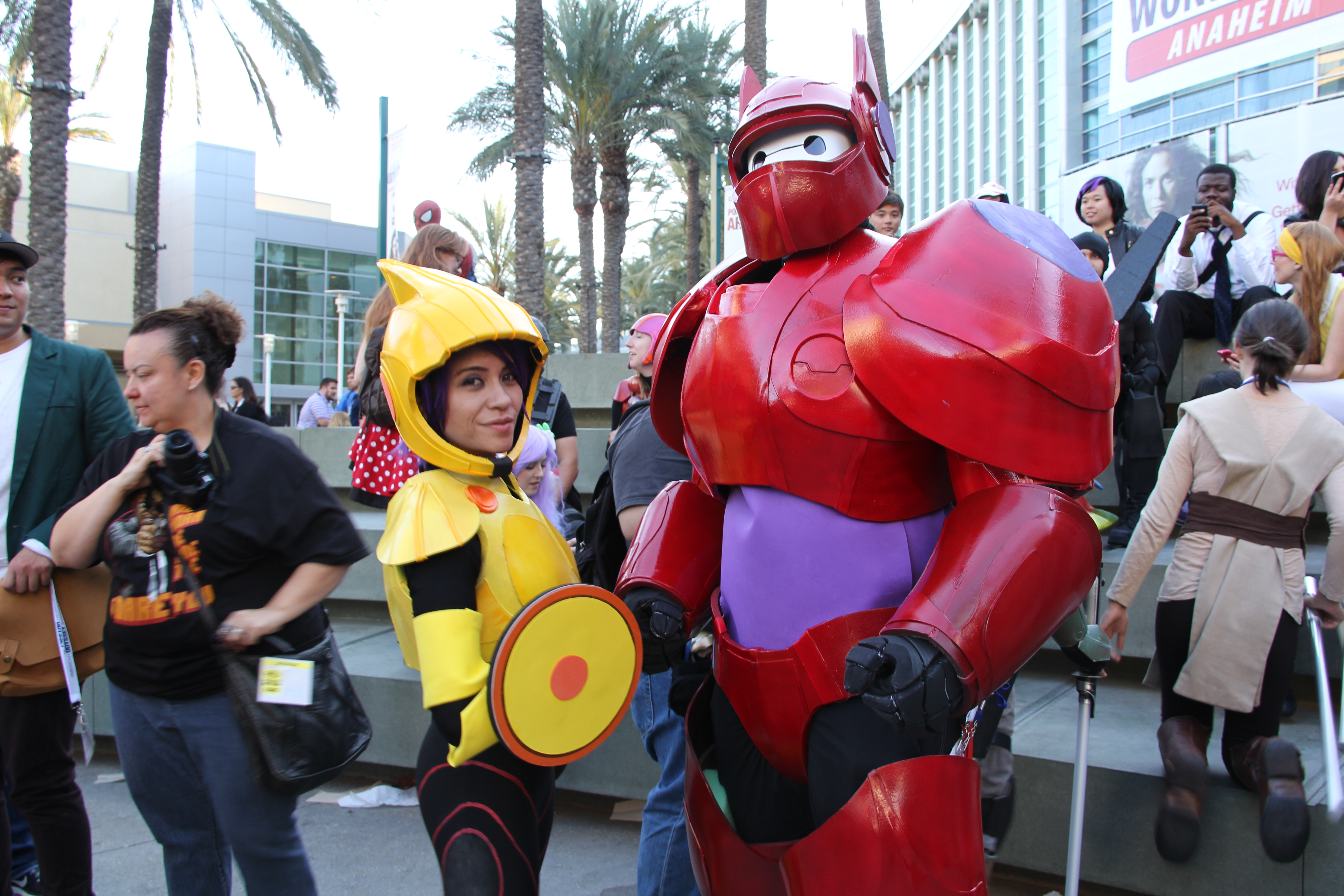
Personer utklädda till Go Go Tomago och Baymax från filmen.

Big Hero 6 är en amerikansk animerad film från Disney, som baseras på Marvel-serien med samma namn. Filmen hade premiär den 23 oktober 2014 på Tokyo International Film Festival och hade amerikansk premiär den 7 november samma år.
Vid Oscarsgalan 2015 utsågs filmen till Bästa animerade film.

## Handling
Big Hero 6 utspelar sig i den fiktiva staden San Fransokyo (teleskopord av "San Francisco" och "Tokyo"), och handlar om underbarnet Hiro Hamada och hans robot Baymax. Tillsammans avslöjar de en kriminell sammansvärjning och samarbetar med en grupp oerfarna superhjältar.